# Legislative Assembly (Falkland Islands)

Wappen der Falklandinseln.

Die Legislative Assembly ist die parlamentarische Vertretung auf den Falklandinseln, ein britisches Überseegebiet mit innerer Autonomie im Südatlantik. Die Gesetzgebende Versammlung wird von einem Sprecher (Speaker) geleitet und besteht aus den acht gewählten Mitgliedern MLA (Member of the Legislative Assembly), dem Verwaltungsleiter der Versammlung (Clerk of the Assembly) und zwei Mitgliedern von Amts wegen: dem Hauptverwaltungsbeamten (Chief Executive) und dem Finanzsekretär (Financial Secretary).

## Verfassung der Falklandinseln
Um ein größeres Mitspracherecht bei der Führung der Falklandinseln zu haben, äußerten die Inselbewohner den Wunsch nach einer Änderung der Verfassung. Die erste lokale Verfassungskommission wurde vom Legislativrat (Legislative Council) eingesetzt, um die Ansichten der Inselbewohner genau zu ermitteln und Empfehlungen abzugeben. 1975 wurde ein Bericht veröffentlicht, der zu den Änderungen von 1977 führte. Zwei nominierte Mitglieder wurden durch zwei zusätzliche gewählte Mitglieder ersetzt, wodurch die gewählten Mitglieder die Mehrheit der Sitze erhielten. Der Legislativrat bestand nun aus dem Gouverneur als Präsidenten, dem Chefsekretär und dem Finanzsekretär als Mitglieder von Amts wegen sowie sechs gewählte Mitglieder – jeweils eines für East Stanley, West Stanley, All of Stanley, East Falkland, West Falkland und All of Camp.
1981 wurde vom Legislativrat mit umfassender öffentlicher Konsultation eine zweite Verfassungskommission eingesetzt. Diese Konsultation führte zur Verfassungsverordnung der Falklandinseln von 1985 (Falklands Islands Constitution Order 1985), die am 18. April 1985 in Kraft trat und dazu führte, dass die Mitglieder von Amts wegen des Legislativrates nicht stimmberechtigt waren und fortan acht gewählte Mitglieder angehörten, und zwar vier aus dem Wahlkreis Camp und vier aus dem Wahlkreis Stanley. 1994 wurde vom Legislativrat ein Verfassungsausschuss eingesetzt, der prüfen sollte, ob weitere Änderungen vorgenommen werden sollten. Infolgedessen wurden 1997 mehrere bedeutende Änderungen vorgenommen. Um der Bevölkerungsbewegung im Wahlkreis Camp Rechnung zu tragen, wurde die Mitgliederzahl auf drei reduziert und die Mitgliederzahl im Wahlkreis Stanley auf fünf erhöht. Es wurde vorgesehen, dass ein gewählter Sprecher den Gouverneur als Präsidenten des Legislativrates ersetzt.
2000 richtete der Legislativrat als Reaktion auf ein britisches Weißbuch aus dem Jahr 1999 einen Sonderausschuss für die Verfassung ein, der vorschlug, dass alle britischen Überseegebiete „ihre Verfassungen und verfassungsmäßigen Beziehungen zum Vereinigten Königreich prüfen sollten, um sicherzustellen, dass sie allen aktuellen Umständen entsprechen“. 2002 wurden die Falklandinseln zum britischen Überseegebiet und der erste Sprecher wurde gewählt, der den Gouverneur ersetzte und den Vorsitz im Legislativrat innehatte. 2005 wurde der Bericht des Sonderausschusses zur öffentlichen Kommentierung und Diskussion veröffentlicht. Am 1. Januar 2009 trat eine neue Verfassung in Kraft und der Legislativrat wurde in Legislativversammlung (Legislative Assembly) umbenannt.
Die Verfassung gliedert sich wie folgt:
- Kapitel I: Schutz der Grundrechte und Grundfreiheiten des Einzelnen
- Kapitel II: Der Gouverneur
- Kapitel III: Die Gesetzgebung
- Kapitel IV: Befugnisse und Verfahren der Gesetzgebenden Versammlung
- Kapitel V: Die Exekutive
- Kapitel VI: Finanzen
- Kapitel VII: Der öffentliche Dienst
- Kapitel VIII: Die Justizverwaltung
- Kapitel IX: Beschwerdekommissar
- Kapitel X: Verschiedenes

## Gesetzgebende Versammlung(Legislative Assembly)

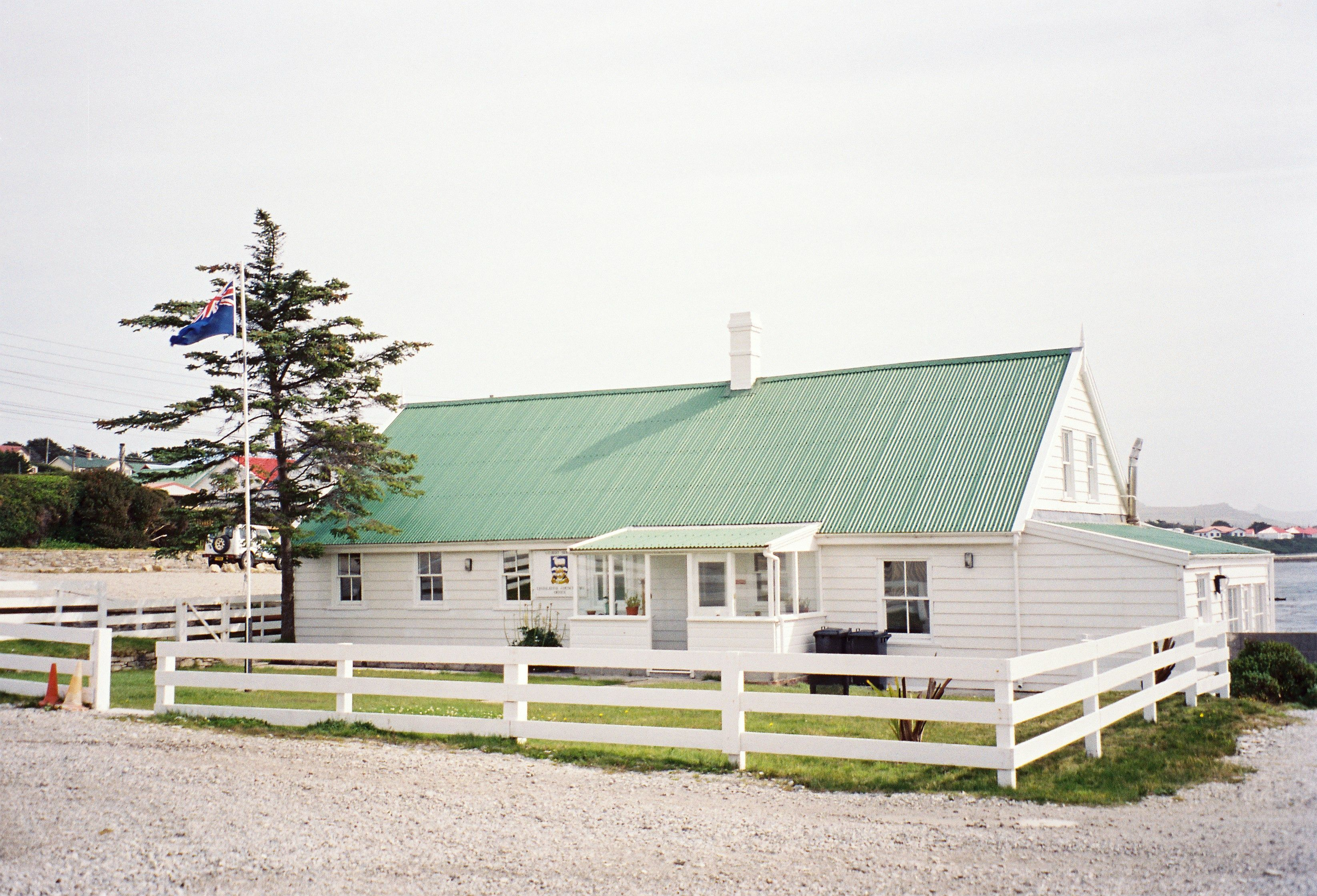
Gilbert House, Sitz der Legislative Assembly in Stanley.

Obwohl die Falklandinseln ein Überseegebiet des Vereinigten Königreichs sind, verfügen sie über ein hohes Maß an interner Selbstverwaltung. Die Gesetzgebende Versammlung (Legislative Assembly) ist befugt, Gesetze für den Frieden, die Ordnung und eine gute Regierung der Falklandinseln zu verabschieden, vorbehaltlich der Zustimmung des britischen Monarchen, vertreten durch den Außenminister. Die Gesetzgebende Versammlung wird von einem Sprecher (Speaker) geleitet und besteht aus den acht gewählten Mitgliedern MLA (Member of the Legislative Assembly), dem Verwaltungsleiter der Versammlung (Clerk of the Assembly) und zwei Mitgliedern von Amts wegen: dem Hauptverwaltungsbeamten (Chief Executive) und dem Finanzsekretär (Financial Secretary). Der Generalstaatsanwalt (Attorney General) und der Kommandeur der britischen Streitkräfte auf den Südatlantischen Inseln CBFSAI (British Forces South Atlantic Islands) sind ebenfalls berechtigt, an Sitzungen teilzunehmen.
Die Sitzungen der gesetzgebenden Versammlung finden monatlich öffentlich im Gerichts- und Versammlungssaal des Rathauses statt, dem Gilbert House. Die Treffen werden aufgezeichnet und live über den lokalen Radiosender Falklands Radio übertragen. Gelegentlich werden Treffen auch vom lokalen Fernsehsender FITV übertragen. Interessierte Einwohner können an Sitzungen teilnehmen, dürfen jedoch nicht sprechen. Wörtliche Protokolle der Sitzungen der gesetzgebenden Versammlung stehen der Öffentlichkeit zur Verfügung.
Alle vier Jahre findet eine Wahl statt, um die gewählten Mitglieder der Gesetzgebenden Versammlung zu bestimmen. Die nächste Wahl ist für November 2025 geplant. Es gibt zwei Wahlkreise, wobei fünf Mitglieder Stanley, die Hauptstadt der Falklandinseln, und drei Mitglieder Camp, also alles außerhalb von Stanley, repräsentieren. Alle Mitglieder werden als Unabhängige gewählt, da es keine politischen Parteien gibt.
Nach der Wahl erstellt die Versammlung gemeinsam ihren Inselplan (Islands Plan), der die Ziele für ihre Amtszeit festlegt. Jeder MLA übernimmt die Verantwortung für ein bestimmtes Portfolio innerhalb des Portfoliosystems und arbeitet eng mit den zuständigen Abteilungen und Regierungsausschüssen zusammen. Die MLA übernehmen nicht die Rolle eines Ministers. Stattdessen werden politische Fragen vom Exekutivrat (Executive Council) geprüft.

### Referenden und Wahlen
In einem Referendum am 10. März 2013 konnten die Wähler darüber abstimmen, ob sie wünschen, ob der politische Status als Überseegebiet des Vereinigten Königreichs behalten werden soll. Sollte das Referendum scheitern, sollten die Falklandinseln ein weiteres Referendum über den bevorzugten künftigen Status der Inseln abhalten. Bei dem Referendum stimmten 1513 Wähler (99,8 Prozent) für die Beibehaltung des bisherigen Status und nur drei Wähler dagegen. An dem Referendum nahmen 90,79 Prozent der Wahlberechtigten teil.
An den Wahlen zur Legislativversammlung am 7. November 2013 nahmen 1.709 der 2.165 Wahlberechtigten (78,94 Prozent) sowie bei den Wahlen am 9. November 2017 1202 der 2165 Wahlberechtigten (55,52 Prozent) teil. In einem weiteren Referendum, das als Reaktion auf COVID-19 vom 26. März 2020 auf den 20. September 2020 verschoben wurde, wurden die Wähler gefragt, ob sie die beiden bestehenden Wahlkreise (Camp und Stanley) durch einen einzigen Wahlkreis für die gesamten Inseln ersetzen möchten. 830 der 1592 registrierten Wähler (52,14 Prozent) stimmten für die Beibehaltung der beiden Wahlkreise. Die letzten Wahlen zur Legislative Assembly fanden am 4. November 2021 statt. Dabei wurden wieder acht überparteiliche Mitglieder gewählt.

### Aktuelle Zusammensetzung
Die aktuelle Legislative Assembly setzt sich wie folgt zusammen:
- Wahlkreis Stanley (5 Mandate): Hon. Peter Biggs, Hon. Mark Pollard, Hon. Leona Roberts, Hon. Gavin Short und Hon. Roger Spink,
- Wahlkreis Camp (3 Mandate): Hon. Teslyn Barkman, Hon.John Birmingham und Hon. Ian Hansen.

### Das Portfolio System(The Portfolio System)

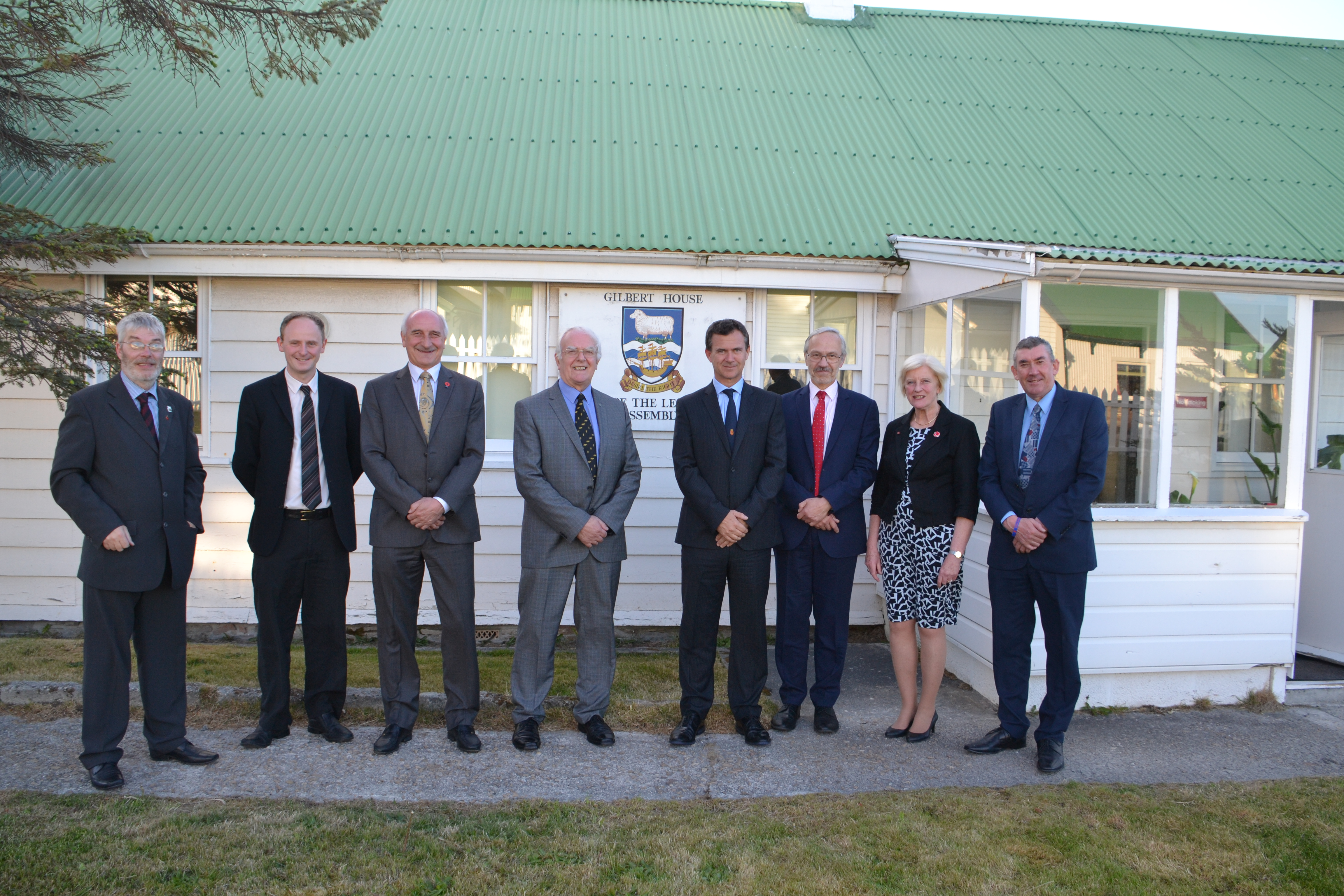
Mitglieder der Legislative Assembly mit dem damaligen britischen Parlamentarischen Unterstaatssekretär für Verteidigungsveteranen, Reserven und Personal Mark Lancaster (2016).

Das Portfoliosystem stellt den Aufgabenbereich der Legislativversammlung und entspricht in etwa Ministerien. Derzeit gibt es folgende Portfolios:
- Natürliche Ressourcen (Natural Resources): Portfolioinhaber (Portfolio Holder) Teslyn Barkman, Stellvertreter (Deputy) John Birmingham. Zuständig für Fischerei, Landwirtschaft und ländliches Landmanagement, Meeresmanagement, Biosicherheit, Grundbesitz der Falklandinseln, Schlachthof (Falkland Islands Meat Company), Bodenschätze und internationaler Handel/EU-Beziehungen;
- Inselsicherheit (Island Security): Portfolioinhaber Ian Hansen, Stellvertreter Roger Spink. Zuständig für Notfallplanung, Gefängnisse, Feuerwehr, Zoll und Einwanderung, Verteidigungskräfte FIDF (Falkland Islands Defence Force), Schifffahrtsbehörde (Falkland Islands Maritime Authority);
- Wirtschaftliche Entwicklung (Economic Development): Portfolioinhaber Gavin Short, Stellvertreterin Teslyn Barkman. Zuständig für Wirtschaftsentwicklung inklusive Entwicklungsgesellschaft (Falkland Islands Development Corporation), Tourismus inklusive Tourismusbehörde (Falkland Islands Tourist Board), Wissenschaft und Technologie inklusive Südatlantisches Umweltforschungsinstitut (South Atlantic Environment Research Institute), Entwicklung der Arbeitskräfte, Antarktisprogramm, Humanressourcen;
- Umwelt und öffentliche Infrastruktur (Environment and Public Infrastructure): Portfolioinhaber Pete Biggs, Stellvertreterin Leona Roberts. Zuständig für Umweltpolitik, Gesetzgebung und Überwachung, Energie und erneuerbare Energien, Abfallmanagement, Wasser, Klimaschutz, Design-, Bau- und Ingenieurverträge, Materialien, Anlagen und Fahrzeuge, Immobilien und Kommunales, Energie und Elektrik, Autobahnen, Gesundheit und Sicherheit, Stanley Land Management, Wohnungsbau, Fox Bay;
- Kommerzielle Dienstleistungen (Commercial Services): Portfolioinhaber Mark Pollard, Stellvertreter Ian Hansen. Zuständig für vertragliche/privatisierte Dienstleistungen wie Fähr- und Küstenschifffahrt (Workboat Services Ltd), Informationstechnologie (Synergy Ltd), FIPASS-Management (Atlink Ltd), Kraftstoffversorgung (Stanley Services Ltd), South American Atlantic Services Ltd, kommerzielle Dienstleistungen der Regierung wie Flugdienst der Regierung der Falklandinseln sowie Freizeitdienstleistungen/-einrichtungen, Beschaffung und Vertragsmanagement, Planung und Bausteuerung, TV / Radiodienste / Telekommunikation, IT-Politik und Entwicklung, Programm- und Projektleistungsmanagement, Flugverbindungen und Flughäfen, Gerichte;
- Bildung und Gemeinschaft (Education and Community): Portfolioinhaberin Leona Roberts, Stellvertreter Pete Biggs. Zuständig für Schulen, Weiter- und Hochschulbildung, Falkland College (schulische und berufliche Ausbildungen, Bibliothek), Jugendentwicklung, Kindergärten, Kunst, Kultur und Erbe, Gleichheiten, sportliche Entwicklung;
- Unternehmensverwaltungsdienste und Polizei (Corporate Government Services and Police): Portfolioinhaber Roger Spink, Stellvertreter Mark Pollard. Zuständig für Finanzbehörde (Budget, Finanzen, Besteuerung, Renten, Finanzpolitik, Prüfung, Archiv), Rechts- und Gesetzgebungsdienstleistungen, Registrierungsdienste, Regulierung der Zivilluftfahrt, Kommunikationsverordnung, Polizei;
- Nationale und internationale Beziehungen (National and International Relations): Die Verantwortung liegt bei allen Mitgliedern der gesetzgebenden Versammlung, es sei denn, ein Mitglied der Legislative Assembly wurde ausdrücklich bestimmt. Zuständig für Reputationsmanagement, Beziehungen zum Vereinigten Königreich und Monarchen, Internationale Treffen, Verpflichtungen und Diplomatie (Aufbau von Verbündeten und Allianzen), Vertretung durch das Regierungsbüro der Falklandinseln in London, Verfassung, Öffentlichkeitsarbeit und Medien, Beziehungen zum Verteidigungsministerium des Vereinigten Königreichs;
- Gesundheits- und Sozialdienste (Health and Social Services): Portfolioinhaber John Birmingham, Stellvertreter Gavin Short. Zuständig für Gesundheitspflege (Grundversorgung, Krankenhauspflege, Team für psychische Gesundheit und Community-Unterstützung, Dental, Physio, Apotheke, Pathologie, Gesundheitseinrichtungen), Sozialdienste, Sicherung, öffentliche Gesundheit und Wohlbefinden.

### Ausschüsse(Committees)
Die Legislativversammlung hat zahlreiche Ausschüsse, Gremien und Räte eingerichtet, in den die Mitglieder der Legislativversammlung themenbezogene politische Themen diskutieren. In der aktuellen Legislative Assembly gibt es folgende Ausschüsse:
Landwirtschaftsbeirat, Haushaltsauswahlausschuss, Bildungsausschuss, Umwelt, Entwicklungsausschuss, Schutz der Erwachsenenpension, Kinderschutz, Tourismusverband, Landbesitz, Fischerei, Gesundheits- und medizinische Dienstleistungen, Historische Gebäude, Wohnungsbau, Ländereien, Bodenschätze, Planen und Bauen, Polizeibeirat, Finanzen, Postbeirat, Transportbeirat.
Diesen Gremien gehören unter anderem auch Mitarbeitende der jeweiligen Behörde, Fachleute und andere Personen als stimmberechtigte und nichtstimmberechtigte Mitglieder an.

## Der Exekutivrat(Executive Council)
Der Exekutivrat ist für die Formulierung von Strategie und Politik sowie für Entscheidungen des Managements auf hoher Ebene verantwortlich. Die Sitzungen finden einmal im Monat im Government House statt, bei Bedarf jedoch auch öfter. Jedes Jahr wählen die gewählten Mitglieder der Gesetzgebenden Versammlung (Legislative Assembly) drei ihrer Mitglieder (Vertreter aus Stanley, Camp und Stanley oder Camp) in das politische Entscheidungsgremium der Regierung, den Exekutivrat. Den Vorsitz im Exekutivrat führt der Gouverneur. Zur Mitgliedschaft gehören auch die gleichen Mitglieder von Amts wegen, die auch in der gesetzgebenden Versammlung sitzen, und darüber hinaus kann der Generalstaatsanwalt und Kommandeur der britischen Streitkräfte auf den Südatlantikinseln (CBFSAI) an allen Angelegenheiten teilnehmen und sich zu diesen Themen äußern.